# Évaux-et-Ménil
Évaux-et-Ménil ([eˈvoˌe meˈnil] ) ist eine französische Gemeinde mit 355 Einwohnern (Stand: 1. Januar 2022) im Département Vosges in der Region Grand Est. Sie gehört zum Arrondissement Neufchâteau (bis 2024 Épinal) und ist Mitglied im Gemeindeverband Communauté de communes de Mirecourt Dompaire. Die Bewohner werden Valménilois und Valméniloises genannt.

## Bevölkerungsentwicklung
| Jahr                      | 1962 | 1968 | 1975 | 1982 | 1990 | 1999 | 2008 | 2014 |
| ------------------------- | ---- | ---- | ---- | ---- | ---- | ---- | ---- | ---- |
| Einwohner                 | 232  | 214  | 187  | 231  | 233  | 253  | 342  | 353  |
| Quelle: Cassini und INSEE |      |      |      |      |      |      |      |      |

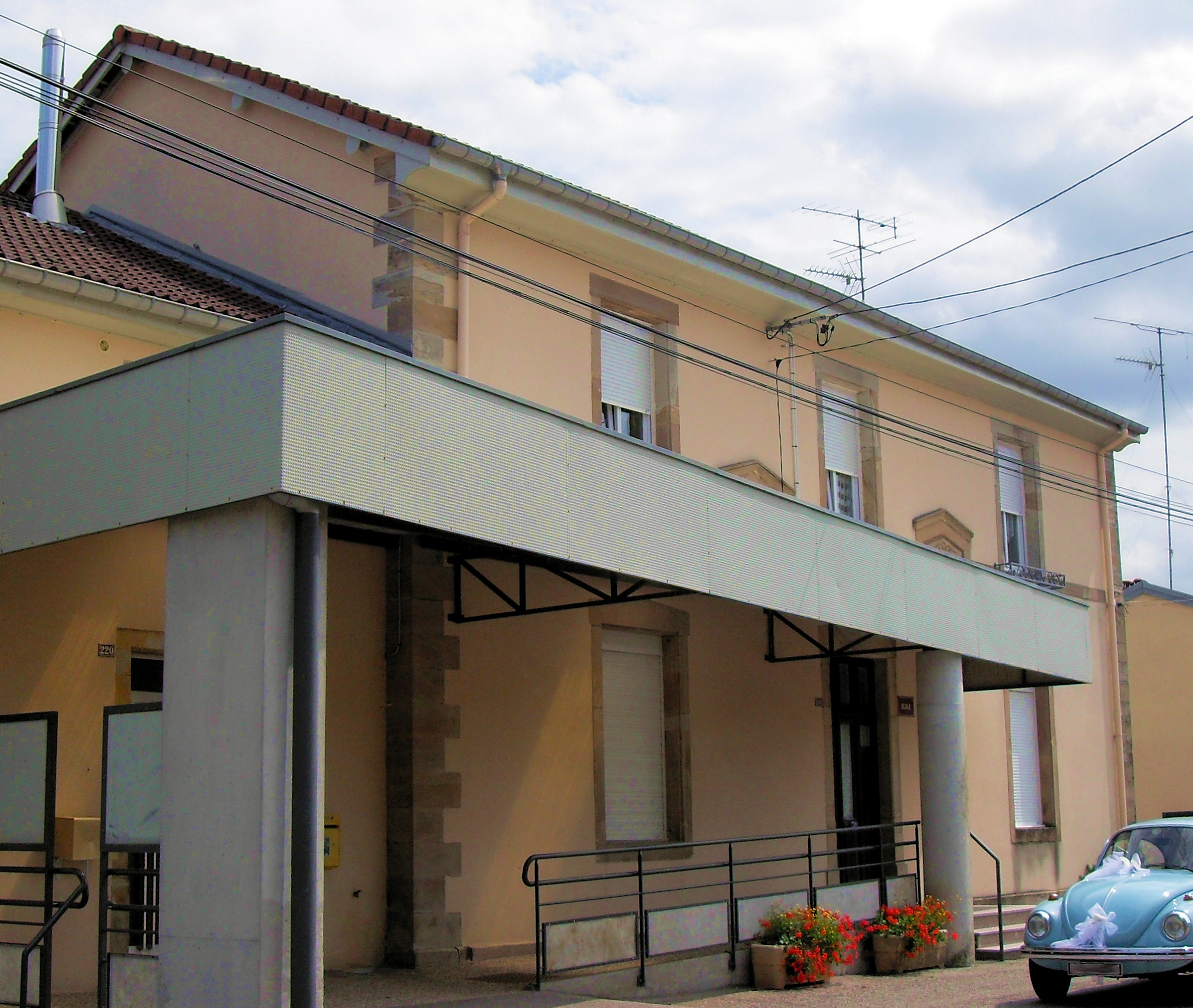
Rathaus von Évaux-et-Ménil
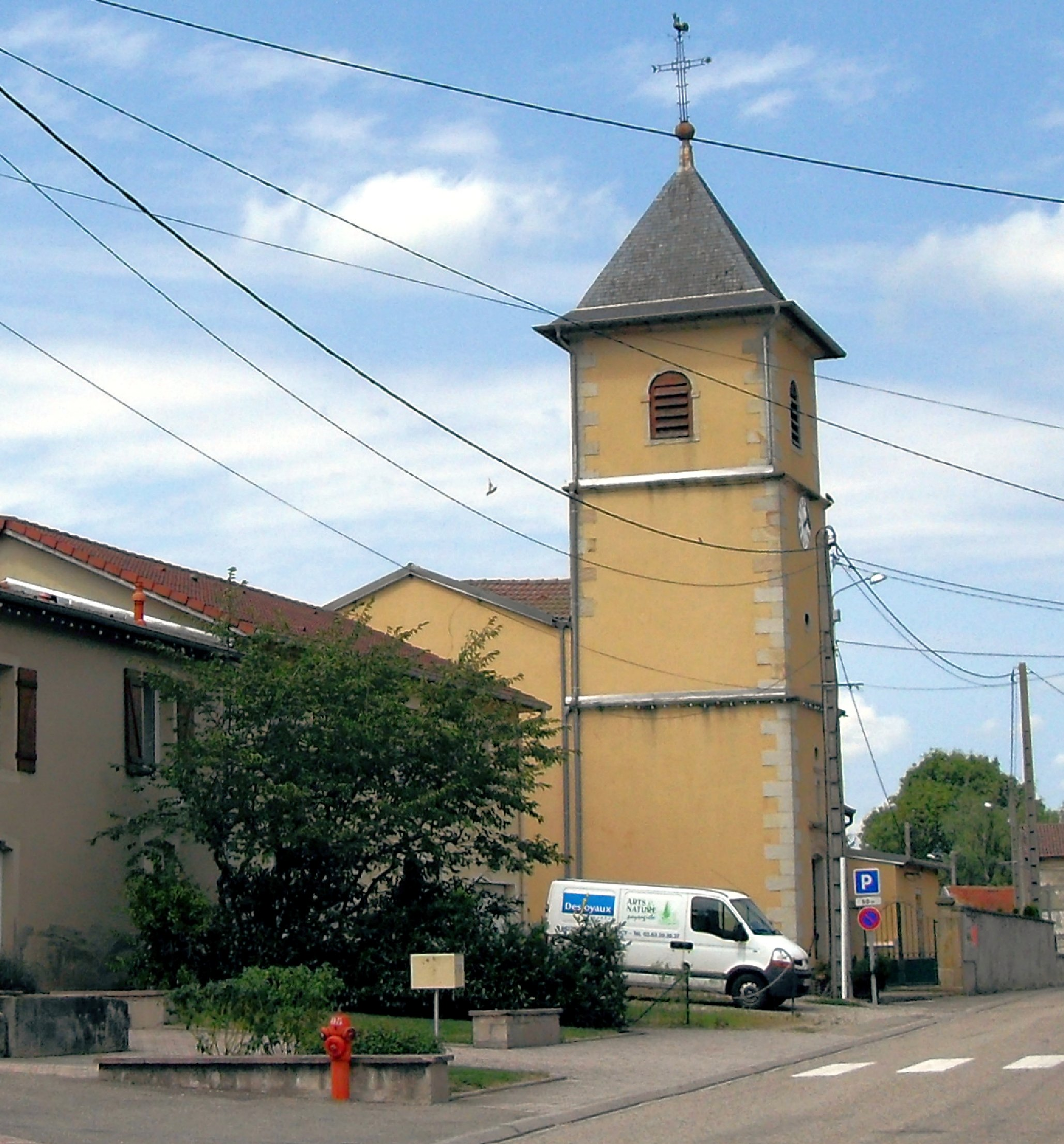
Kirche Saint-Césaire